# 神田山陽 (3代目)
三代目 神田 山陽（かんだ さんよう、1966年1月14日 - ）は、日本の講談師。北海道網走郡女満別町（現大空町）出身。落語芸術協会会員。NPO法人じっとく理事。本名：稲荷 啓之。

## 人物・芸歴
女満別小学校・女満別中学校・北海道網走南ヶ丘高等学校卒業。高校卒業後、様々なアルバイト等を経て、1990年2代目神田山陽に入門。「神田北陽」を名乗る。趣味はドラム演奏。
1994年4月に二ツ目昇進。2000年11月、師匠・2代目山陽死去により同門の3代目神田松鯉門下へ移動。2002年（平成14年）8月に真打となり、「3代目 神田山陽」を襲名する。当時の講談界では、17年ぶりの男性真打だった。唐十郎の劇団「唐組」で活動する稲荷卓央（いなり たくお）は実弟。
2005年9月から翌年8月まで文化庁の文化交流使としてイタリアに滞在し各地で講談を披露した。2006年、NHKの番組「ようこそ先輩」において、廃校になる母校で小学生講談ワークショップを行う。
2007年1月、妻子を東京に残し少年時代を過ごした大空町に移住。
2007年4月、大空町東藻琴小学校の特別聴講生として二度目の小学生生活を6年間送る。イタリア滞在時できた友人の「子供の未来のために働かなければ芸術家ではない」という言葉が転機となる。このころ「SWA」を脱退。以後、講談師としての活動を停止、講演やテレビ、ラジオ出演のみ行うようになる。
2015年11月、文化講演会で訪れた北海道標茶町で、会場に訪れた人が誰も講談を聞いたことがないことを知り、同会場での独演会の開催を約束。翌2016年5月に無料での公演が行われた。
2017年12月、上方の講談師、旭堂南湖の会にゲスト出演。拠点を郷里の北海道に移してからは、久々の高座ということで大きな注目を集めるなか「鼠小僧とサンタクロース」を演じた。
2021年現在も演芸界への本格的な復帰はしていないが、網走市にあるコミュニティFM局からの番組出演依頼をきっかけに、子供たちと番組を作ることを提案。同年4月に「ラジオしょうねん団」を結成した。番組は月に1本30分間の放送で、山陽と子供たちとのトーク番組となる。
2022年2月12日、札幌市のかでる2・7で北海道文化財団の主催により8年ぶりの新作『非現実の報告で』の初演独演会を開催。
2024年7月12日、横浜にぎわい座での「ポカスカジャン新作お披露目発表会±1.0」にサプライズゲストとして出演。
2024年10月29日・11月5日、東京都の阿佐ヶ谷・よるのひるね（ライブハウス）で「喰始プロデュース  なにわのてつ⭐︎神田山陽ふたり会」に出演。

## 評価
- 山陽活動休止後の弟弟子にあたる神田松之丞（6代目神田伯山）をして天才と言わしめるだけの講談界屈指の実力派。そのこともあって失踪を惜しむ声も多い[14]。
- CDプロデューサーで演芸評論家の京須偕充は、松之丞（当時）との対談で山陽について言及し、評価をしつつも「（語り方などをあえて）抑えるところまでまだいってなかった」と語っている[15]。

## 受賞歴
- 1998年（平成10年） - 国立演芸場花形演芸会銀賞受賞。
- 2002年（平成14年） - 文化庁芸術祭演芸部門新人賞受賞。

## 備考
- 三遊亭小遊三率いる6人での落語家デキシーバンド「にゅうおいらんず」で、ドラムスを担当していた事がある。脱退時期は不明。
- 2004年（平成16年）に、林家彦いち、春風亭昇太、柳家喬太郎、三遊亭白鳥と共に「SWA（創作話芸アソシエーション）」を旗揚げしたが、山陽は2007年脱退。SWAは2011年に活動を休止、その後2019年に活動を開始したが、山陽は参加せず、割り当てられた背番号「3」は欠番のままとなっている。
- 2020年現在、「子どもの探検と対話の支援」を目的としたNPOじっとくの理事になっている[16]。活動状況を伝える写真にも神田山陽の姿が確認でき、2006年のイタリア滞在を機に子ども支援へと活動の軸足を移したようである[17]。

## 出演

### テレビ
- にほんごであそぼ（NHK教育テレビ、2003年4月7日 - ） - コーナーレギュラー
  - 2007年4月から2009年3月までの2年間は、小錦八十吉 (1963年生)に代わって番組メインMCを担当した。
  - 2003年8月にNHKホール及びNHK大阪ホールにて行われたイベント『ぐ〜チョコランタンとともだちいっぱいオンステージ』では、同番組を代表して出演した。
  - 2009年1月10日に放送されたNHK教育テレビ50周年特別番組『あつまれ!キッズソング50 ~スプー・ワンワン 宇宙の旅~』ではサンヨー・カンダ館長役として出演した。
  - 2012年9月2日に放送されたNHK BSプレミアム『ワンワンパッコロ!キャラともワールド』では第12回に出演した。
- 世界ふれあい街歩き（NHK 、2005年3月29日 - ）- ナレーター

### ラジオ
- 神田山陽の日曜うら長屋（STVラジオ）
- 北海道まるごとラジオ（NHKラジオ）- 北海道ローカルの放送で、年に数回出演し「百迷山」「うんちく問答」といったコーナーを担当
- 今日は一日“北海道のうた”三昧（NHK FM）[18]

### 映画
- 壬生義士伝（2003年） - 谷三十郎役

### テレビドラマ
- HTBスペシャルドラマ「ミエルヒ」（2009年、北海道テレビ）
- ゴッドハンド輝 第2話 - 第4話（2009年4月18日 - 5月2日、TBS） - 古今亭師匠 役

### 過去
- 爆笑オンエアバトル（NHK）戦績0勝1敗 最高377KB
  - 「神田北陽」時代に出演。講談師として唯一の出場者である。
- サンデー強啓 本日発売（TBSラジオ）
- 笑点（日本テレビ 1998年 - 2001年） - 『若手大喜利』にて回答者として出演。
- てれび博物館 それってホント!?（東海テレビ 2002年4月21日 - 2006年3月19日）
- ぐっさん家〜THE GOODSUN HOUSE〜（東海テレビ 2003年4月5日-2005年9月24日、2006年11月-2016年9月24日） - ナレーターおよびオープニングに登場
- えき☆スタ発（北海道文化放送） - 毎週木曜レギュラー出演
  - 移住した故郷・大空町の様子等を紹介する「山陽の小学生日和」コーナーもある。
- 笑っていいとも!（フジテレビ） - 「名作紹介所 タイトルで中身を表せ!」コーナー出演
- BS笑点（BS日テレ 2003年10月12日 - 2004年8月7日）
- NHK大河ドラマ「新選組!」 本放送前の番宣番組「新選組!魅力のすべて」（NHK 2004年1月11日） - 勝手に応援団長として登場。
- やまだひさし 音尾琢真 素晴らしい世界（北海道テレビ）
- トヨタプレゼンツ 秋元康のドラマティックドライブ〜いつも誰かと〜（TBSラジオ 2007年4月-）
- U型テレビ（北海道文化放送 2011年4月4日 - 2013年9月）木曜「ひねくれ調査団」
- 地球テレビ エル・ムンド 自転車探検部ブータンの旅（NHK）
- 神田山陽の人生の醍醐味〜What a wonderful world〜（札幌テレビ）
- 神田山陽のご近所づきあい（STVラジオ）
- 世界自転車探検部（NHK）
- ぐるりニッポン灯台紀行「チキウ岬灯台」（NHKBSプレミアム 2017年7月12日）

### CM
- 全国牛乳普及協会
- NTT東日本「フレッツ光」
- 愛知産業大学
- 100通りの北海道米LOVE